# Striatestea poutama
Striatestea poutama är en snäckart som beskrevs av Winston F. Ponder 1967. Striatestea poutama ingår i släktet Striatestea och familjen Rissoidae. Inga underarter finns listade i Catalogue of Life.